# Les Garçons de la plage
Ne doit pas être confondu avec The Beach Boys.
Les Garçons de la plage est une série télévisée française en 85 épisodes de 26 minutes, créée par Jean-François Porry et diffusée du 19 décembre 1994 au 30 juin 1995 sur TF1, puis sur AB1. Elle est également disponible en intégralité sur la chaîne YouTube Génération Sitcoms depuis le 3 mai 2018.

## Synopsis
Cette série met en scène les mésaventures de l'équipe d'animateurs du Club Hawaii sur l'île de Saint-Martin. 
Le Club Hawaii est dirigé par la tendre main d'Agnès (Agnès Dhaussy). Cette ravissante directrice devra faire preuve d'une certaine sévérité pour contribuer au bon fonctionnement de son établissement en proie à ses trois animateurs Tom, Mo et Pat. Ce dernier sortira avec Agnès, ce qui entraînera le départ de Pat qui sera remplacé par Eric.

## Distribution
- Francis Darmon : Mo
- Tom Schacht : Tom
- Philippe Lavot : Norbert Michaux
- Agnès Dhaussy : Agnès Girard
- Florence Rougé : Brigitte
- Richard Lornac : Bob
- Éric Galliano : Éric (46 épisodes)
- Cédric Rosenlecker : Pat (40 épisodes)

### Invités
- Annette Schreiber : épisodes 6 à 10
- Alexandra Gonin : épisodes 16 à 20
- Rochelle Redfield : Anna (épisodes 31 à 34)
- Isabelle Bouysse : épisodes 36 à 39
- Patricia Elig : épisodes 36 à 38
- Stéphane Guérin : épisodes 40 à 43
- Josy Lafont : Mademoiselle Eugénie (épisodes 41 et 43)
- Guy Pierauld : Monsieur Albert (épisodes 41 et 43)
- Marina Pastor : épisode 44 à 48
- Olivia Lancelot : épisodes 49 à 52
- Garance Giachino : épisodes 54 à 57
- Blanche Ravalec : épisodes 54 à 57
- Babsie Steger : épisodes 58 à 62
- Alexandra Lamy : Sandra (épisodes 73 à 76)
- Marie-Christine Adam : épisodes 73 à 75
- Astrid Veillon : épisodes 81 à 83

## Épisodes
1. Surprise
2. Le soleil rend fou
3. Cas de conscience
4. Trop c'est trop
5. Le jour sans
6. Discipline
7. Quarantaine
8. Le remède
9. Changement de style
10. Gertrud
11. Le rival
12. Coup de théâtre
13. Au secours de Marie
14. Disparition
15. Dilemme
16. Les VIP
17. Émotions
18. La révélation
19. Jalousie
20. Bob de Lornac
21. La vedette
22. Le piège
23. Couple en danger
24. Une histoire d'amour
25. Pêche en eaux troubles
26. Coup de foudre
27. Strip tease
28. Sacrifice
29. La pleine lune
30. L'amoureux
31. Retrouvailles
32. Un rival dangereux
33. Rupture
34. Un jour pourri
35. Passion fatale
36. Une cliente pas comme les autres
37. Le blues d'Ella
38. Drames passionnels
39. Le bonheur
40. Le nouveau
41. Arrivée tardive
42. Montée en puissance
43. Délire
44. La voyante
45. Mariage
46. Monsieur Bob
47. Ambition
48. Les mariés
49. La maîtresse
50. La B.A.
51. Le premier rôle
52. Drôle de rêve
53. Le garde du cœur
54. L'agent double
55. Le bourdon
56. Un vrai roman
57. La leçon
58. L'Autrichienne
59. L'infidèle
60. Tous pour Bob
61. Tentation
62. La bête d'amour
63. Le choix de Bob
64. Passions
65. Le nouveau directeur
66. Complaisance
67. Traquenards
68. Tout rentre dans l'ordre
69. L'affreux jojo
70. Un drôle d'amoureux
71. Élimination
72. La mamie de Bob
73. Rock'n'roll
74. Rock'n Bob
75. Tensions
76. Apaisement
77. Stress
78. Surprise surprise
79. Déchirements
80. Une entente parfaite
81. Le cri qui tue
82. Pauvre chouchou
83. La vipère
84. Métamorphoses
85. Le triomphe de l'amour

## Commentaires
Lancée en grande pompe en access prime-time (à 19 heures), la série est déprogrammée au bout de seulement 2 épisodes, faute d'audience . La série sera ensuite programmée à un horaire beaucoup plus confidentiel.
À noter que la sitcom était à la fois tournée en studio (à Paris) et en extérieurs (au Maghreb). 